# Folsom Prison Blues
Folsom Prison Blues – piosenka country autorstwa Johnny’ego Casha nagrana przez niego w 1955. Wydany na singlu pod koniec 1955 utwór, dwa lata później trafił na album Casha – Johnny Cash with His Hot and Blue Guitar. Artysta w różnych wersjach wykonywał piosenkę przez kilka dekad – zarejestrowana została między innymi na koncertowym albumie At Folsom Prison nagranym w więzieniu Folsom.

## Geneza utworu
Piosenka opowiada o cierpieniach więźnia odbywającego karę za morderstwo („But I shot a man in Reno,/Just to watch him die – zabiłem człowieka w Reno/tylko po to by zobaczyć jak umiera”), który słyszy gwizd pociągu i zazdrości jadącym w nim podróżnym wolności.
Cash napisał piosenkę zainspirowany obejrzanym filmem Inside the Walls of Folsom Prison w czasie odbywania służby wojskowej w Niemczech Zachodnich. Historię jej powstania opisał między innymi zapowiadając ten utwór na płycie VH1 Storytellers: Johnny Cash & Willie Nelson.

## Popularność
W 2004 utwór został sklasyfikowany na 164. miejscu listy 500. utworów wszech czasów magazynu Rolling Stone.